# Diecezja Matadi
Diecezja Matadi – diecezja rzymskokatolicka  w Demokratycznej Republice Konga. 
Powstała w 1911 jako prefektura apostolska. Podniesiona do rangi wikariatu apostolskiego w 1930, a diecezji w 1959.

## Biskupi diecezjalni
- Giuseppe Heintz (1911–1928)
- Jean Cuvelier, C.SS.R. (1930–1938)
- Alphonse Marie Van den Bosch, C.SS.R. (1938–1965)
- Simon N'Zita Wa Ne Malanda (1965–1985)
- Raphaël Lubaki Nganga (1985–1987)
- Gabriel Kembo (1988–2010)
- Daniel Nlandu (2010–2021)
- André Giraud Pindi Mwanza (od 2022)